# 仲村瑠璃亜
仲村 瑠璃亜（なかむら るりあ、1990年9月8日 - ）は、日本の女優。
千葉県富里市出身。事務所はイエローキャブ→ドリームキャブ→2016年6月よりベリーベリープロダクション。
成田高等学校付属小学校、成田高等学校付属中学校・高等学校→日本芸術高等学園卒業。

## 略歴
イエローキャブにスカウトされて、2002年春にはミュージカル『美少女戦士セーラームーン』における主要キャラクター・セーラーサターン/土萌ほたる役に選出されて2002年夏・2003年冬公演に出演。同ミュージカルでは、城田優、渡辺舞らと共演を果たした。
2015年3月から千葉県印旛郡酒々井町のふるさと大使を務める。女性としては初。
2019年6月に結婚。2020年5月5日、第1子男児を出産。2024年2月4日、第2子男児を出産。

## 人物
趣味は、ドラム・アクション。特技は、ダンス。

## 出演

### テレビドラマ
- 金曜エンタテイメント『刑事調査官 玉坂みやこ』1・2（2003年 - 2004年、フジテレビ） - 玉坂美加 役
- ディビジョン1 ステージ8『放課後。』（2004年、フジテレビ） - 緒方志乃 役
- ほんとにあった怖い話 6番の部屋（2004年、フジテレビ）
- ミニモニ。でブレーメンの音楽隊 第一部（2004年、NHK教育） - 宇崎羽美 役
- 世直し順庵!人情剣（2005年、テレビ朝日） - おみつ 役
- アタックNo.1（2005年、テレビ朝日） - 須賀いずみ 役
- 天下騒乱〜徳川三代の陰謀（2006年、テレビ東京） - 杏 役
- 名古屋嬢の恋（2008年、東海テレビ）
- 月曜ゴールデン『狩矢警部シリーズ(5)京舞妓殺人事件』（2009年、TBS） - 豆花 役
- 木曜ミステリー（テレビ朝日）
  - 『京都地検の女（5）』第3話（2009年） - 荒木ちとせ 役
  - 『警視庁・捜査一課長』最終回（2016年6月23日） - 小林里佳子 役
- メイド刑事 Mission2（2009年、テレビ朝日） - 妹尾紅 役
- 土曜ワイド劇場（テレビ朝日）
  - 『東京駅お忘れ物預り所』#3（2009年） - 相沢早苗 役
  - 『人類学者・岬久美子の殺人鑑定3』（2013年） - 徳田楓 役
  - 『監察官・羽生宗一5』（2017年4月1日） - 神山綾香 役
- ここが噂のエル・パラシオ（2011年、テレビ東京） - 五十嵐貴子 役
- Answer〜警視庁検証捜査官 第5話（2012年、テレビ朝日） - 山岡未玖 役
- TOKYOエアポート〜東京空港管制保安部〜 第5話（2012年、フジテレビ） - 米山貴子 役
- 幸せになる3つの買い物『ウェディングドレスを買った女』（2013年、関西テレビ）
- 花咲くあした（2014年1月 - 2月、NHK BSプレミアム） - 市川るり 役
- 相棒15 第5話「ブルーピカソ」（2016年11月9日、テレビ朝日） - 小川加奈 役
- 月曜名作劇場『信濃のコロンボ4』（2017年4月24日、TBS） - 旅館「油屋」仲居 役
- 日曜ワイド「ドクター彦次郎3」（2017年） - 梨田塔子 役
- ハラスメントゲーム（2018年） - 徳永さおり 役
- ラジエーションハウス〜放射線科の診断レポート〜（2019年5月27日、フジテレビ） - 魚谷雅子 役
- 科捜研の女 season19 第15話（2019年8月29日、テレビ朝日） - 柳原彩花 役
- 日曜プライム 「狩矢父娘シリーズ20」（2020年） - 明石小雪

### その他のテレビ番組
- あいのて　（2006-2007年）

### 映画
- 透光の樹 （2004年） - 高崎眉 （中学生）役
- STAY（2007年）
- 檸檬のころ（2007年） - 高塚のぞみ 役
- 仮面ライダー THE NEXT（2007年10月27日）
- トワイライトシンドローム デッドクルーズ（2008年8月2日公開） - 優子 役

### CM
- 半熟英雄4（2005年）
- エッグモンスターHERO（2005年）
- すき家（2010年）
- コジマ（2011-2012年）
- 全労済（2017年〜）
- NURO 光（2021年）

### 舞台
- ミュージカル『美少女戦士セーラームーン』（2002年7月21日 - 2003年1月14日） - 土萠ほたる／セーラーサターン 役
- メモリーズ2　(2007年8月8日 - 14日) - 横田瞳 役
- イタズラなKiss 〜恋の味方の学園伝説〜（2008年11月27日 - 12月7日、シアターサンモール） - 小森じん子 役
- メモリーズ5（2010年6月2日 - 6日、シアターサンモール） - 松嶋ゆり 役
- 花の武将 前田慶次（2010年9月3日 - 23日、大阪松竹座)
- ニコニコミュージカル 第4弾「ココロ」（2011年4月29日 - 5月8日、シアター1010）
- 天璋院 篤姫（2011年7月3日 - 25日、博多座）
- 早乙女太一特別公演「GOEMON」（2012年3月、御園座 / 5月、明治座）
- 神州天馬侠（2013年4月、明治座 / 7月、中日劇場）
- きりきり舞い（2014年4月6日 - 26日、明治座）
- 演劇集団アトリエッジ「流れる雲よ～未来より特攻隊へ愛を込めて～」（2017年8月16日 - 20日、六行会ホール）

## 音楽

### シングル
ユーキャンから発売。
1. 道しるべ（2006年11月1日発売、作詞:松井五郎、作曲:吉田とおる）
  - テレビ東京系「いい旅・夢気分」のエンディングテーマ

  1. 道しるべ
  2. 希望の明日
作詞:仲村瑠璃亜、作曲:吉田とおる
  3. 道しるべ(Inst Ver)
2. 君に幸あれ(2007年5月2日発売)
  1. 君に幸あれ (作詞:西田遼二、作曲:西田遼二) - タオルズのカヴァー
  2. 手 (作詞:仲村瑠璃亜、作曲:吉田とおる)
  3. 君に幸あれ(オリジナルカラオケ)
3. おはようのうた(2008年2月20日発売)
  1. おはようのうた　(作詞：松井五郎　作曲・編曲：吉田とおる)
  2. おやすみのうた　(作詞：仲村瑠璃亜　作曲・編曲：吉田とおる)
  3. おはようのうた (instrumental)
4. 花の首飾り (2008年10月1日発売)
  1. 花の首飾り (作詞:菅原房子,補作:なかにし礼／作曲:すぎやまこういち／編曲:星勝) - ザ・タイガースのカヴァー
  2. 晴れ模様 (作詞:仲村瑠璃亜／作曲:吉田とおる／編曲:吉田とおる)
  3. 花の首飾り(instrumental)

### その他
- 梅雨の終わりに - TAKAMICHI SUMMER WORKS内の小作品「梅雨の終わりに」の主題歌（作詞:仲村瑠璃亜／作編曲:吉田とおる）

## 出版

### 写真集
- フルーツバスケット（2001年、心交社） - 中込有梨沙、秋山莉沙とのコラボ

### DVD
- キティチャット（2001年、心交社） - 中込有梨沙、秋山莉沙とのコラボ
- バニラコレクション14（2002年、メディアバンク） - ソロDVD
- IMPISH GIRLS（2004年、ビデオメーカー） - 富田麻帆、赤坂さなえとのコラボ